# دورة الألعاب الآسيوية 1974
دورة الألعاب الآسيوية 1974 بالعاصمة الإيرانية طهران (بالفارسية: بازی‌های آسیایی 1974) ، هي دورة الألعاب الرياضية التي استضافتها إيران عام 1974م وشاركت فيه 25 بلداً، وتعد دورة الألعاب الآسيوية الأولى التي تفتتح في الشرق الأوسط
اقيمت الدورة من 1 إلى 16 أيلول/سبتمبر 1974 بمشاركة 3010 رياضيين تنافسوا في 16 لعبة. وشاركت الدول الاسيوية الشيوعية مثل الصين وكوريا الشمالية وكمبوديا للمرة الأولى.
واطلت الخلافات السياسية برأسها من جديد في الدورة السابعة عندما قرر المجلس الأولمبي الاسيوي طرد تايوان والسماح لكوريا الشمالية بالمشاركة للمرة الأولى.
وسمحت إيران لاسرائيل بالمشاركة على الرغم من معارضة الدول العربية، بيد أن الأخيرة رفضت المشاركة في العاب كرة المضرب والمبارزة وكرة السلة وكرة القدم التي شاركت فيها إسرائيل.
وسجل في الدورة 55 رقما اسيويا جديدا ورقما قياسيا عالميا واحدا، واحتلت اليابان كالمعتاد المركز الأول برصيد 75 ذهبية امام إيران ولها 36 ذهبية. واحرز العداء العراقي طالب الصفار أول ميدالية عربية في الألعاب وكانت ذهبية في سباق 400 م حواجز، في حين احرز الكويتي عبد اللطيف عباس الفضية في السباق ذاته.
.

## ترشيح الاستضافة

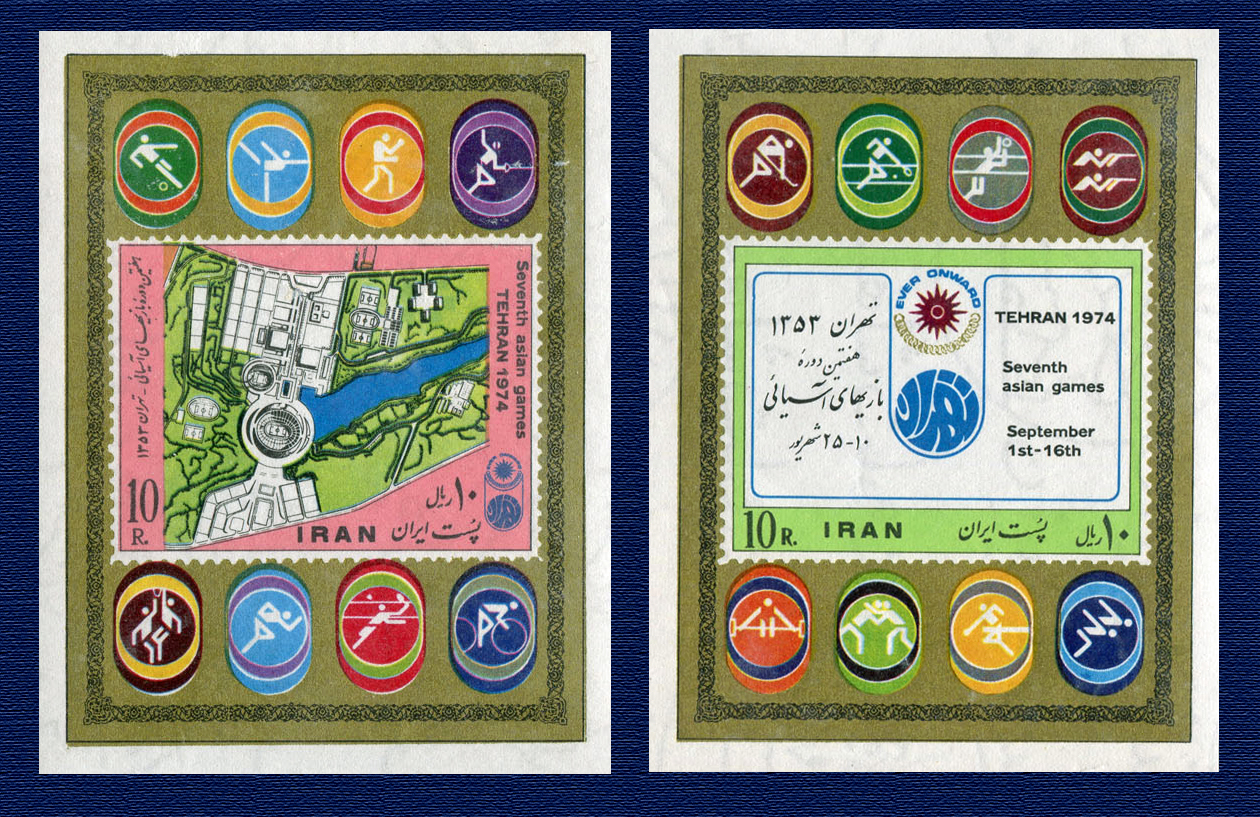
طوابع خاصة تم اصدارها خلال دورة الألعاب الآسيوية في ايران.

في اليوم 11 واليوم 12 من فبراير عام 1968م، عقدت التصويت في العاصمة التايلاندية بانكوك بهدف ترشيح المدينة لاستضافة الدورة الألعاب الآسيوية، وتقدم الطلب من طهران والكويت وتل أبيب، وفازت طهران في هذه الاستضافة.
| نتائج الترشيح لدورة الألعاب الآسيوية 1974 | نتائج الترشيح لدورة الألعاب الآسيوية 1974 | نتائج الترشيح لدورة الألعاب الآسيوية 1974 | نتائج الترشيح لدورة الألعاب الآسيوية 1974 |
| مدينة                                     | البلدان المنافسة على الاستضافة            | الجولة الأولى                             | الجولة الثانية                            |
| ----------------------------------------- | ----------------------------------------- | ----------------------------------------- | ----------------------------------------- |
| طهران                                     | إيران                                     | 19                                        | 25                                        |
| الكويت                                    | الكويت                                    | 12                                        | 9                                         |
| تل أبيب                                   | إسرائيل                                   | 2                                         | −                                         |

## الألعاب الرياضية
| - ألعاب القوى - الريشة الطائرة - مصارعة - سباحة - الدراجات - رفع أثقال - الهوكي - كرة الماء | - كرة القدم - غطس - المبارزة - الملاكمة - تنس الطاولة - تنس - كرة الطائرة - كرة السلة |

## البلدان المشاركة
| - بنغلاديش - بوتان - الصين - هونغ كونغ - الهند - إندونيسيا - إيران | - العراق - اليابان - الكويت - ماليزيا - المالديف - نيبال - الفلبين | - باكستان - كوريا الشمالية - سنغافورة - كوريا الجنوبية - سريلانكا - تايلاند - إسرائيل |

## جدول الميداليات
البلد المستضيف
| الترتيب  | منتخب          | ذهبية | فضية | برونزية | المجموع |
| -------- | -------------- | ----- | ---- | ------- | ------- |
| 1        | اليابان        | 75    | 49   | 51      | 175     |
| 2        | إيران          | 36    | 28   | 17      | 81      |
| 3        | الصين          | 33    | 46   | 27      | 106     |
| 4        | كوريا الجنوبية | 16    | 26   | 15      | 57      |
| 5        | كوريا الشمالية | 15    | 14   | 17      | 46      |
| 6        | إسرائيل        | 7     | 4    | 8       | 19      |
| 7        | الهند          | 4     | 12   | 12      | 28      |
| 8        | تايلاند        | 4     | 2    | 8       | 14      |
| 9        | إندونيسيا      | 3     | 4    | 4       | 11      |
| 10       | منغوليا        | 2     | 5    | 8       | 15      |
| 11       | باكستان        | 2     | 0    | 9       | 11      |
| 12       | سريلانكا       | 2     | 0    | 0       | 2       |
| 12       | سنغافورة       | 1     | 3    | 7       | 11      |
| 14       | بورما          | 1     | 2    | 3       | 6       |
| 15       | العراق         | 1     | 0    | 3       | 4       |
| 16       | الفلبين        | 0     | 2    | 12      | 14      |
| 17       | ماليزيا        | 0     | 1    | 4       | 5       |
| 18       | الكويت         | 0     | 1    | 0       | 1       |
| 19       | بنغلاديش       | 0     | 0    | 1       | 1       |
| الإجمالي | الإجمالي       | 202   | 199  | 206     | 607     |